# Tcholliré
Tcholliré (chiamata anche  Tchollire, Djoléré, Tcholire, Tcholere, Cholire, Tcholiré, Jolere, Tcholéré, Chollire, Tscholere, Tcholliré, Choliré, Djolere ) è capoluogo del dipartimento di Mayo-Rey in Camerun.